# Liste der Naturdenkmale in Laußnitz
Die Liste der Naturdenkmale in Laußnitz nennt die Naturdenkmale in Laußnitz im sächsischen Landkreis Bautzen.

## Definition
„Naturdenkmäler sind rechtsverbindlich festgesetzte Einzelschöpfungen der Natur oder entsprechende Flächen bis zu fünf Hektar, deren besonderer Schutz erforderlich ist
1. aus wissenschaftlichen, naturgeschichtlichen oder landeskundlichen Gründen oder
2. wegen ihrer Seltenheit, Eigenart oder Schönheit.“

## Liste
Link zu einem Kartenansichtstool, um Koordinaten zu setzen.
| Bild | Bezeichnung                     | Lage                                           | Beschreibung | Datum | Nummer |
| ---- | ------------------------------- | ---------------------------------------------- | ------------ | ----- | ------ |
| BW   | Hangquellmoor Laußnitz          | Glauschnitz (51° 16′ 15,3″ N, 13° 50′ 58,6″ O) |              |       | KM069  |
| BW   | Hinterer Buchberg               | Laußnitz (51° 14′ 11,8″ N, 13° 50′ 0,2″ O)     |              |       | KM099  |
| BW   | Vierhufenstück                  | Laußnitz (51° 14′ 12,8″ N, 13° 53′ 25,1″ O)    |              |       | KM100  |
| BW   | Kemper Wiese                    | Laußnitz (51° 13′ 44,8″ N, 13° 49′ 48″ O)      |              |       | KM107  |
| BW   | Alter Torfstich                 | Laußnitz (51° 13′ 42,2″ N, 13° 52′ 20,3″ O)    |              |       | KM108  |
| BW   | Waldmoor                        | Laußnitz (51° 13′ 23,9″ N, 13° 52′ 5,5″ O)     |              |       | KM109  |
| BW   | Mühlteich                       | Höckendorf (51° 13′ 38,2″ N, 13° 54′ 52,2″ O)  |              |       | KM110  |
| BW   | Nordwestfuß des Vogelberges     | Höckendorf (51° 13′ 50,9″ N, 13° 55′ 55,2″ O)  |              |       | KM111  |
| BW   | Vorderer Buchberg               | Laußnitz (51° 13′ 8,8″ N, 13° 50′ 12,5″ O)     |              |       | KM120  |
| BW   | Pfarrberg                       | Höckendorf (51° 12′ 57,6″ N, 13° 54′ 0,4″ O)   |              |       | KM121  |
| BW   | Müllers Berg                    | Höckendorf (51° 13′ 11″ N, 13° 54′ 53,3″ O)    |              |       | KM122  |
| BW   | Schwarzer Teich                 | Laußnitz (51° 12′ 8,9″ N, 13° 50′ 38,4″ O)     |              |       | KM132  |
| BW   | Mittelwasser                    | Höckendorf (51° 12′ 7,2″ N, 13° 53′ 34,1″ O)   |              |       | KM133  |
| BW   | Springbach                      | Laußnitz (51° 14′ 44,2″ N, 13° 48′ 14,4″ O)    |              |       | KM161  |
| BW   | Linde an den ehemaligen Teichen | Höckendorf (51° 13′ 16,1″ N, 13° 53′ 59,9″ O)  |              |       | B-010  |
| BW   | Kiefer in Forstabteilung 305    | Laußnitz (51° 13′ 25,6″ N, 13° 49′ 8,4″ O)     |              |       | B-019  |
| BW   | Windschliffe                    | Laußnitz (51° 14′ 15,5″ N, 13° 53′ 24,8″ O)    |              |       | F-004  |
| BW   | Quelle am Buchberg              | Laußnitz (51° 13′ 17,2″ N, 13° 50′ 20″ O)      |              |       | Q-001  |
| BW   | Tränktroggraben                 | Laußnitz (51° 13′ 15,9″ N, 13° 50′ 31″ O)      |              |       | Q-002  |